# Ordizia Rugby Elkartea
Ordizia Rugby Elkartea, conocido por motivos de patrocinio como AMPO Ordizia RE, es un club de rugby de la ciudad de Ordicia, Guipúzcoa, España.
El equipo fue fundado en 1973 y actualmente juega en División de Honor, máxima categoría del rugby español.

## Historia

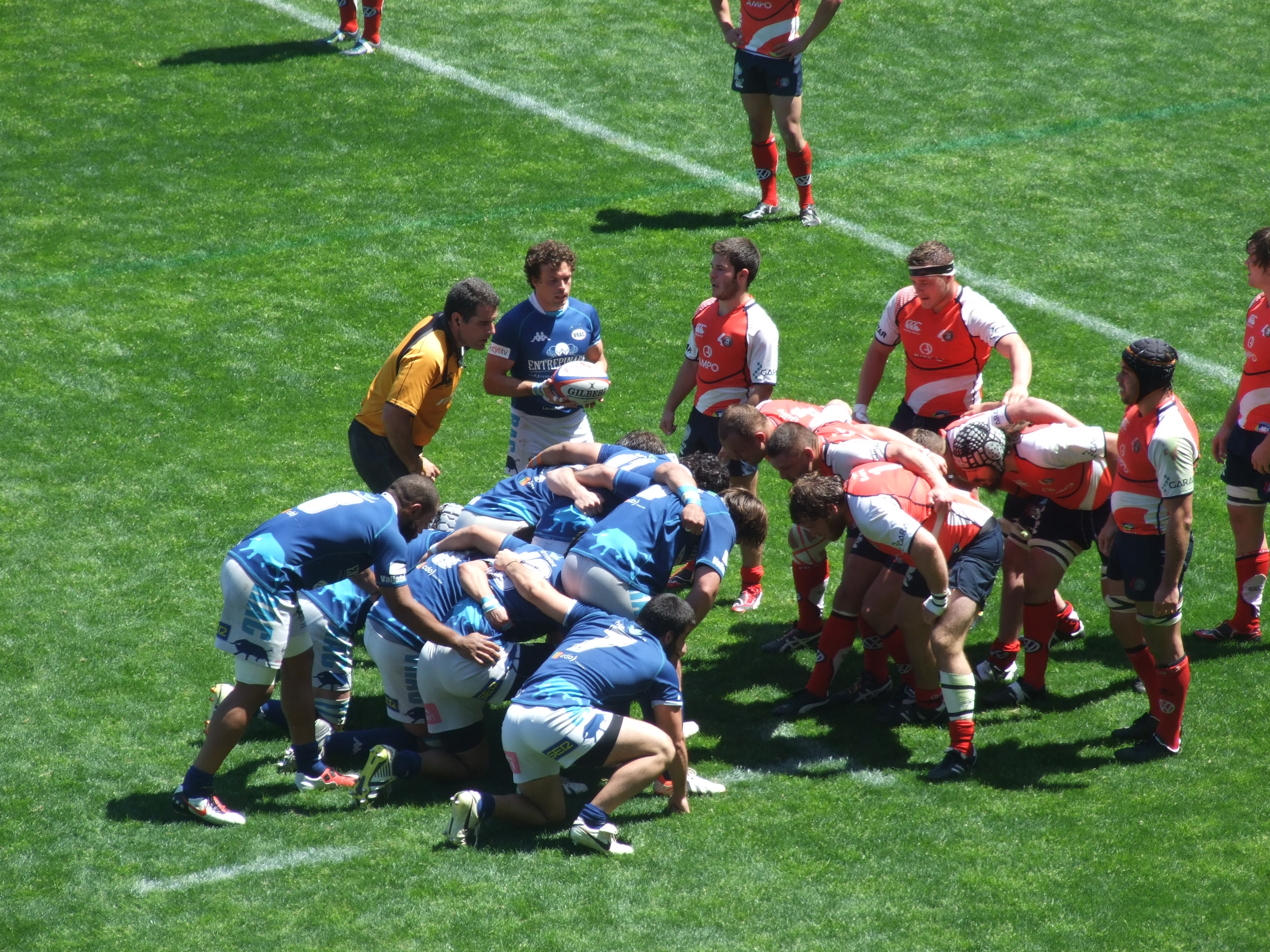
Acción durante la Copa del Rey de rugby 2013.

El Ordizia Rugby Elkartea fue fundado en 1973, y durante todos estos años ha estado vinculado a la vida deportiva del pueblo de Ordicia y la comarca del Goyerri.
Desde su fundación, muchos jóvenes de la comarca han participado en los diferentes eventos deportivos de la vida de este club y, además, este club de rugby ha portado el nombre del pueblo de Ordizia en multitud de eventos en distintos países europeos como Italia, Portugal, Francia, Escocia, Gales, etc y por las diferentes comunidades autónomas que configuran en la actualidad el mapa de España.
Dentro de los éxitos deportivos de la entidad, hay que destacar que en el año 2005 consiguió el ascenso a la máxima categoría del rugby nacional, la División de Honor, un hito histórico para esta entidad.
En la temporada 2010-2011 fue el equipo revelación de la División de Honor. Finalmente se alzó con el subcampeonato, separándole del vencedor (La Vila) un solo punto. Pero sus mayores logros aún estaban por venir, pues en las temporadas 2011-2012 y 2012-2013 ganó dos veces consecutivas la Copa del Rey, frente a SilverStorm El Salvador en el estadio de La Balastera en Palencia en 2012 y frente al VRAC Quesos Entrepinares en el estadio El Sardinero de Santander en 2013. En ambas ocasiones el club ordiziarra consiguió desplazar a miles de aficionados, contribuyendo decisivamente a que fueran dos de las finales con mayor asistencia de público que se recuerdan en este deporte en España y demostrando la gran popularidad que este deporte ha ido adquiriendo en Guipúzcoa.

## Palmarés

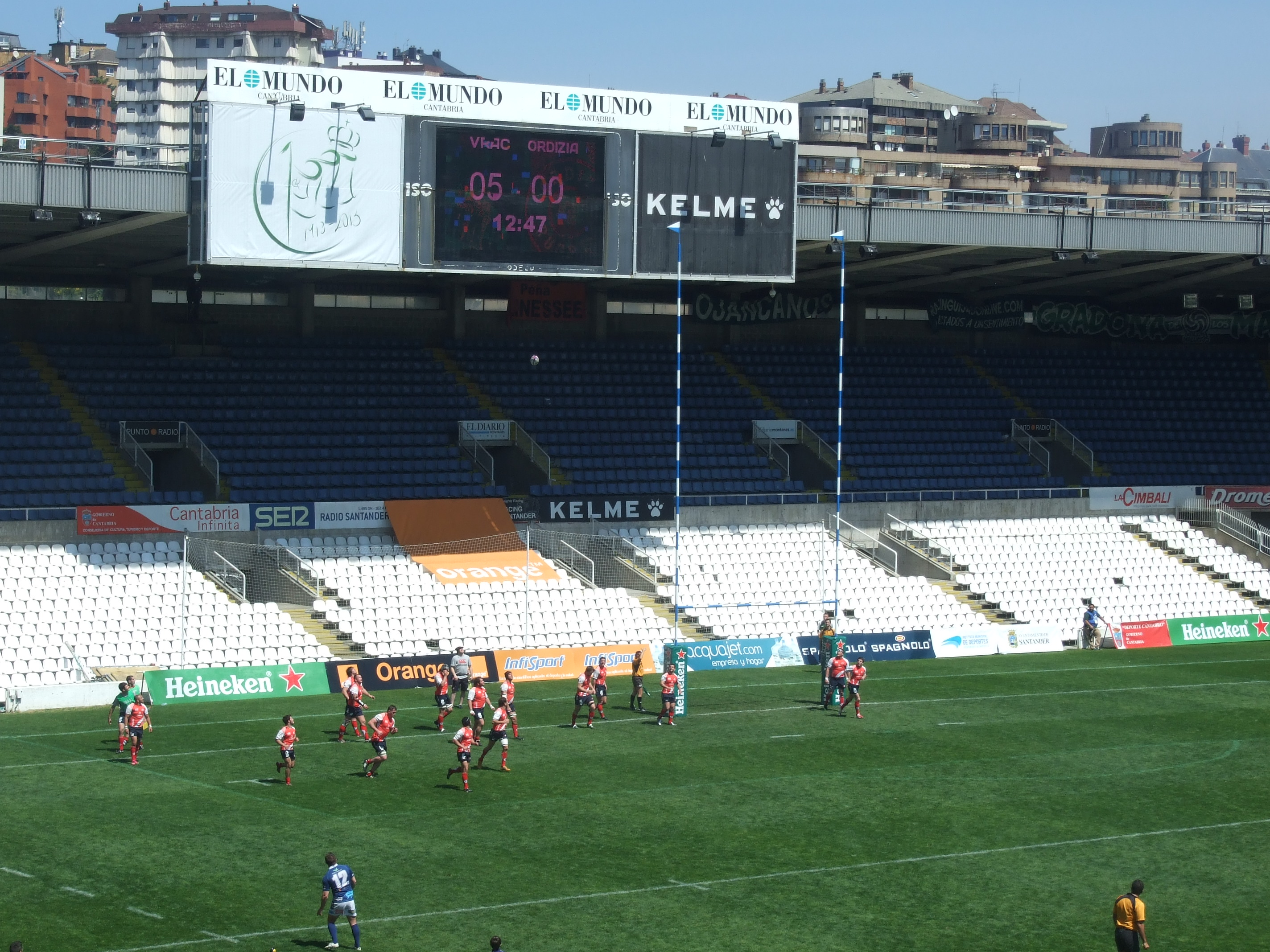
Defendiendo durante un tiro a palos en la Copa del Rey de rugby 2013

- Copa del Rey: 2012, 2013
- División de Honor B: 2004-05